# جيرارد كورتيس ديلانو
جيرارد كورتيس ديلانو (بالإنجليزية: Gerard Curtis Delano)‏ هو رسام أمريكي، ولد في 14 أبريل 1890 في ماريون في الولايات المتحدة، وتوفي في 1972.